# Salto Bridalveil

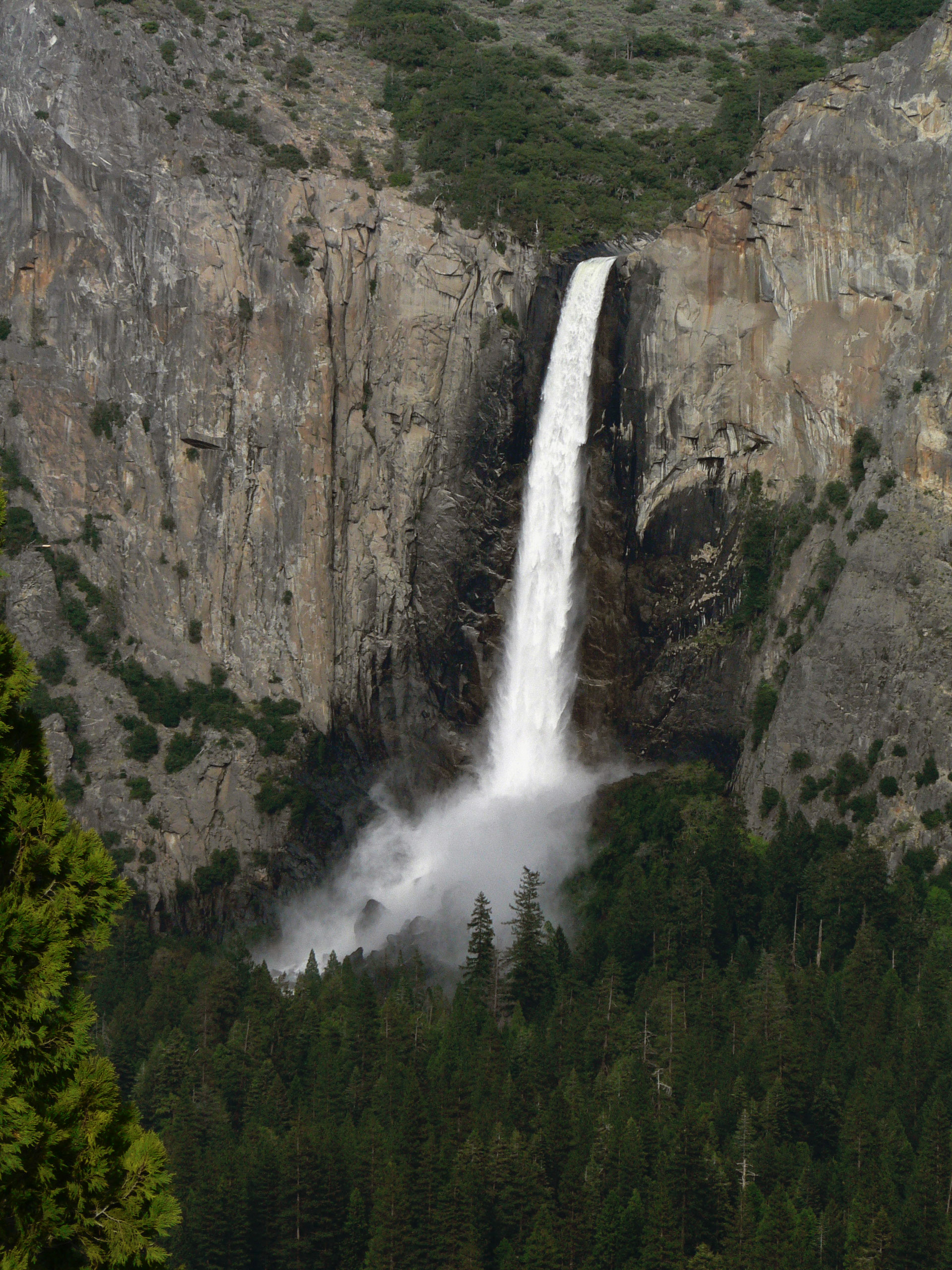
Otra vista de la catarata

El salto Bridalveil (en inglés: Bridalveil Fall que significa «salto del velo de la novia») es una cascada de agua de 188 metros de caída localizada en el Parque nacional de Yosemite, en el estado de California, en los Estados Unidos.
La tribu de los ahwahneechee creía que esta cascada era el hogar de un espíritu vengativo llamado Pohono que protegía la entrada del valle, y que aquellos que abandonan el valle no debían mirar directamente a la cascada para no sufrir la maldición. También creían que la inhalación de la neblina de esta cascada te ayudaba a conseguir con quién casarte.